# Fægtning under sommer-OL 1932
Fægtning under sommer-OL 1932. Fægtning var med på OL-programmet for niende gang i 1932 i Los Angeles. Der blev konkurreret om syv olympiske titler, tre individuelle og tre i hold for mænd og en individuel konkurrence for damer. Der blev fægtet med kårde, sabel og florett. 

## Medaljer
| Fægtning OL 1932 | Fægtning OL 1932 | Fægtning OL 1932 | Fægtning OL 1932 | Fægtning OL 1932 | Fægtning OL 1932 |
| ---------------- | ---------------- | ---------------- | ---------------- | ---------------- | ---------------- |
| Plads            | Land             | Guld             | Sølv             | Bronze           | totalt           |
| 1.               | Italien          | 2                | 4.               | 2                | 8                |
| 2.               | Frankrig         | 2                | 1                | 0                | 3                |
| 3.               | Ungarn           | 2                | 0                | 2                | 4                |
| 4..              | Østrig           | 1                | 0                | 0                | 1                |
| 5..              | USA              | 0                | 1                | 2                | 3                |
| 6..              | Storbritannien   | 0                | 1                | 0                | 1                |
| 6..              | Polen            | 0                | 0                | 1                | 1                |
| sum              | antal medaljer   | 7                | 7                | 7                | 21               |

## Herrer

### Florett
| Plads | Udøvere             | Land | Point |
| ----- | ------------------- | ---- | ----- |
| 1.    | Gustavo Marzi       | ITA  | 9     |
| 2.    | Joseph Levis        | USA  | 6     |
| 3.    | Giulio Gaudini      | ITA  | 5     |
| 4.    | Gioacchino Guaragna | ITA  | 5     |
| 5.    | Erwin Casmir        | GER  | 5     |
| 5.    | John Emrys Lloyd    | GBR  | 5     |

### Florett holdkonkurrence
| Plads | Udøvere                                                                                        | Land |
| ----- | ---------------------------------------------------------------------------------------------- | ---- |
| 1.    | Edouard Gardère René Lemoine Philippe Cattiau René Bougnol René Bondoux Jean Piot              | FRA  |
| 2.    | Gustavo Marzi Ugo Pignotti Gioacchino Guaragna Giulio Gaudini Rodolfo Terlizzi Giorgio Pessina | ITA  |
| 3.    | George Calnan Frank Righeimer Joseph Levis Richard Steere Hugh Allesandroni Dernell Every      | USA  |
| 4.    | Ivan Osiier Axel Bloch Aage Leidersdorff Erik Kofoed-Hansen                                    | DEN  |

### Kårde
| Plads | Udøvere                    | Land | Point |
| ----- | -------------------------- | ---- | ----- |
| 1.    | Giancarlo Cornaggia-Medici | ITA  | 18    |
| 2.    | Georges Buchard            | FRA  | 16    |
| 3.    | Carlo Agostoni             | ITA  | 15    |
| 4.    | Saverio Ragno              | ITA  | 14    |
| 5.    | Bernard Schmetz            | FRA  | 14    |
| 6.    | Philippe Cattiau           | FRA  | 12    |
| 7     | George Calnan              | USA  | 12    |
| 8     | Xavier de Beukelaer        | BEL  | 8     |

### Kårde holdkonkurrence
| Plads | Udøvere                                                                                        | Land |
| ----- | ---------------------------------------------------------------------------------------------- | ---- |
| 1.    | Bernard Schmetz Philippe Cattiau Georges Buchard Jean Piot Fernand Jourdant Georges Tainturier | FRA  |
| 2.    | Carlo Agostoni Franco Riccardi Saverio Ragno Giancarlo Cornaggia-Medici Renzo Minoli           | ITA  |
| 3.    | George Calnan Gustave Heiss Tracy Jaeckel Frank Righeimer Curtis Shears Miguel de Capriles     | USA  |
| 4.    | André Poplimont Xavier de Beukelaer Maximilien Janlet Raoul Henkaert Werner Mund               | BEL  |

### Sabel
| Plads | Udøvere           | Land | Point |
| ----- | ----------------- | ---- | ----- |
| 1.    | György Piller     | HUN  | 8     |
| 2.    | Giulio Gaudini    | ITA  | 7     |
| 3.    | Endre Kabos       | HUN  | 5     |
| 4.    | Erwin Casmir      | GER  | 5     |
| 5.    | Attila Petschauer | HUN  | 5     |
| 6.    | John Huffman      | USA  | 5     |

### Sabel holdkonkurrence
| Plads | Udøvere                                                                                            | Land |
| ----- | -------------------------------------------------------------------------------------------------- | ---- |
| 1.    | Endre Kabos Aladár Gerevich György Piller Gyula Glykais Attila Petschauer Ernő Nagy                | HUN  |
| 2.    | Renato Anselmi Gustavo Marzi Arturo De Vecchi Giulio Gaudini Ugo Pignotti Emilio Salafia           | ITA  |
| 3.    | Leszek Lubicz-Nycz Marian Suski Władysław Dobrowolski Adam Papée Tadeusz Friedrich Władysław Segda | POL  |
| 4.    | John Huffman Norman Armitage Nickolas Muray Harold Van Buskirk Ralph Faulkner Peter Bruder         | USA  |

## Damer

### Florett
| Plads | Udøvere       | Land | Point |
| ----- | ------------- | ---- | ----- |
| 1.    | Ellen Preis   | AUT  | 8     |
| 2.    | Judy Guinness | GBR  | 8     |
| 3.    | Erna Bogen    | HUN  | 7     |
| 4.    | Jenny Addams  | BEL  | 6     |
| 5.    | Helene Mayer  | GER  | 5     |
| 6.    | Jo de Boer    | NED  | 5     |